# Autobusové nádraží Grand
Autobusové nádraží Brno, hotel Grand (označované též jako staré autobusové nádraží, oficiální název zastávek je od poloviny 90. let „Brno, Benešova tř. hotel GRAND“, dříve „Brno, Hotel Grand“) se nachází v Benešově ulici v Brně, naproti hotelu Grand a v těsném sousedství hlavního vlakového nádraží. Vzniklo na přelomu 40. a 50. let 20. století, jeho současným vlastníkem a provozovatelem je Dopravní podnik města Brna a. s. Od roku 1988 je chráněno jako kulturní památka.

## Historie a popis
Projekt nového hlavního autobusového nádraží v Brně pochází z roku 1948 od architekta Bohuslava Fuchse. Mělo disponovat centrální budovou, kde se měl nacházet dispečink, a několika krytými nástupišti s ozuby pro autobusy (vozidla tak měla stát šikmo). Realizace nádraží proběhla v letech 1949–1951, zprovozněno bylo 1. prosince 1951. Vzniklo však jenom torzo projektu, postaveno bylo pouze jedno kryté nástupiště s nástupními hranami po obou stranách a na místě plánované budovy byla vybudována plocha s nekrytými nástupišti. Výrazným architektonickým prvkem nástupiště je skořepinový obloučkový přístřešek, který autor zamýšlel použít i při nerealizovaném záměru stavby odsunutého vlakového nádraží z roku 1933.
Kvůli nedostatečné kapacitě stanice byly nedlouho po jejím vzniku obnoveny zastávky v ulicích Dornych a Uhelná, odkud autobusy jezdily před vznikem nádraží u Grandu. V letech 1967–1978 dokonce fungovalo provizorní, tzv. odlehčovací autobusové nádraží u křižovatky ulic Uhelná a Trnitá (v místech dnešního parkoviště u obchodního domu Tesco). Situace byla vyřešena zprovozněním Ústředního autobusového nádraží Zvonařka v roce 1978, kdy byla zrušena autobusová stanoviště na Dornychu a Uhelné. Od tohoto roku končilo na „starém“ nádraží 100 linek. V roce 1985, po realizaci dalších etap ÚAN Zvonařka, zůstaly na nádraží na třídě 1. máje (dnes Benešova) pouze mezinárodní a dálkové linky (+ malá část regionálních), protože v blízké Novobranské ulici se nacházela kancelář ČSAD zajišťující předprodej a místenky. Pravidelný autobusový provoz ČSAD na nádraží u Grandu byl ukončen 31. května 1986, veškerou zátěž tehdy převzala Zvonařka.
V současnosti (rok 2011) má nádraží 9 stálých nástupních stání u zastřešených nástupních hran (na zadní straně stání č. 1–5 v pořadí od čela hrany, na přední straně stání č. 6–9 v pořadí od konce k čelu hrany) a čtyři záložní stání na ploše mimo nástupní hrany. V zastřešeném prostoru jsou stánky pro prodej jízdenek, dva stánky s občerstvením, trafika a automat na jízdenky MHD. S areálem sousedí placené parkoviště pro osobní automobily a stanoviště taxislužby.

## Doprava

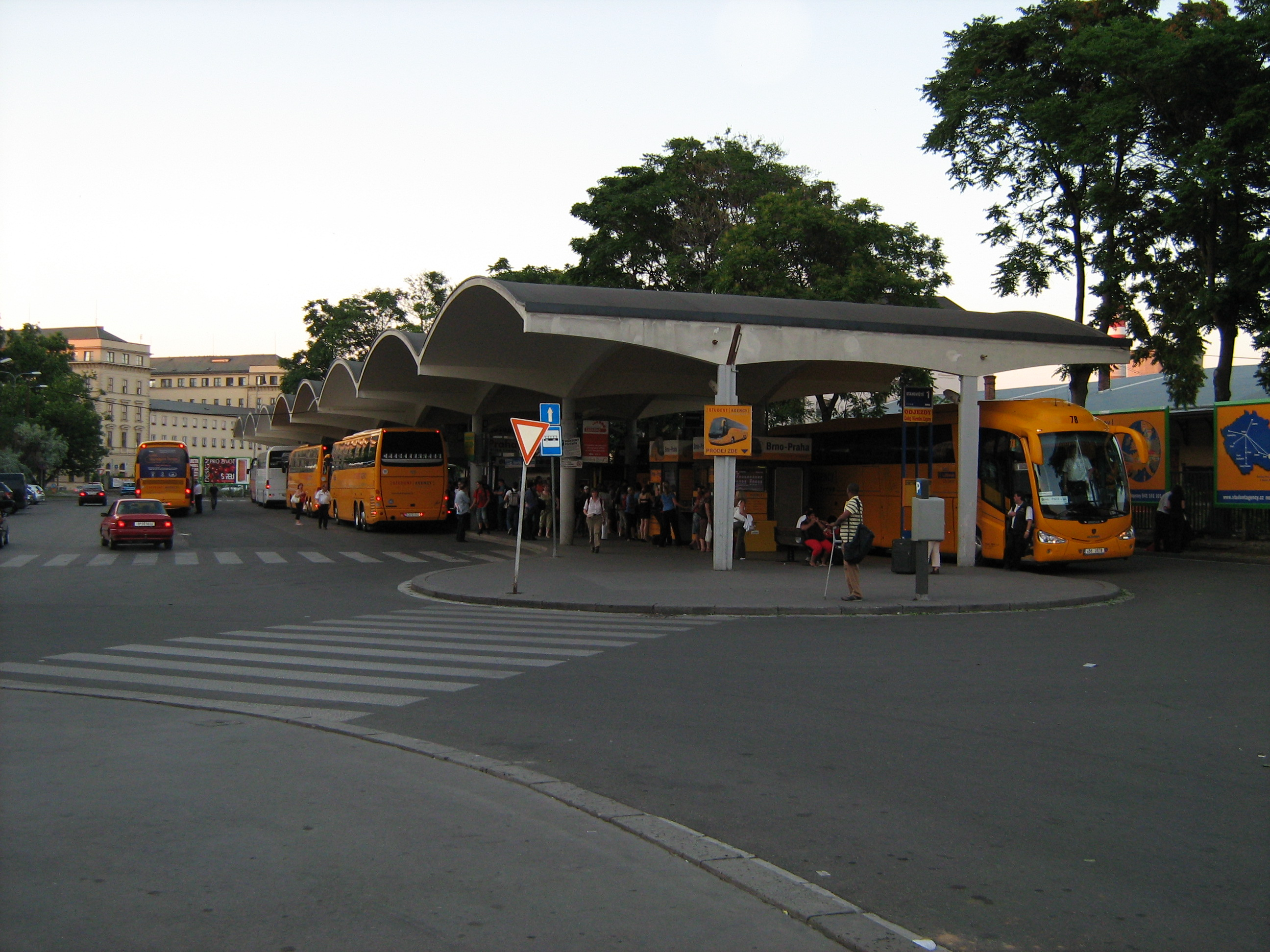
Staré autobusové nádraží v červenci 2008

Po vybudování Ústředního autobusového nádraží Zvonařka koncem 70. let 20. století bylo nádraží Grand užíváno zejména pro nepravidelné spoje cestovních kanceláří a některé dálkové spoje. Počátkem 90. let začalo být využíváno pro dálkovou dopravu, v roce 1992/1993 ji začala využívat expresní linka ČSAD do Prahy a v následujících letech, po liberalizaci autobusové dopravy, jej kromě firmy Tourbus a. s., vzniklé transformací brněnského závodu ČSAD, využívali i noví dopravci, například ČEBUS a později Student Agency, FlixBus a firmy v systému Eurolines.
V roce 2007 nádraží obsluhovalo 176 přijíždějících a 176 odjíždějících spojů denně (podle KORDISu jen 61 párů spojů) a přijíždí na něj cca 10 tisíc vystupujících cestujících denně. V roce 2010 ho využívaly tři dálkové vnitrostátní linky společnosti Student Agency (do Prahy, Jihlavy, Ostravy a Zlína) a množství mezinárodních linek (11 linek Student Agency s. r. o., 2 linky Tourbus a. s. do Itálie a čtyři linky systému Eurolines (na nichž se podílejí dopravci Touring Bohemia s. r. o., Veolia Eurolines CZ a. s., Deutsche Touring GmbH). Přinejmenším v letech 2003–2009 zde končila i část spojů Znojemské dopravní společnosti Psota na trase Znojmo – Brno.
Autobusové nádraží Grand je od budovy hlavního vlakového nádraží vzdáleno vzdušnou čarou asi 300 metrů, zatímco ÚAN Zvonařka asi 600 metrů, nejkratší pěší vzdálenost však je 750 metrů.

## Galerie

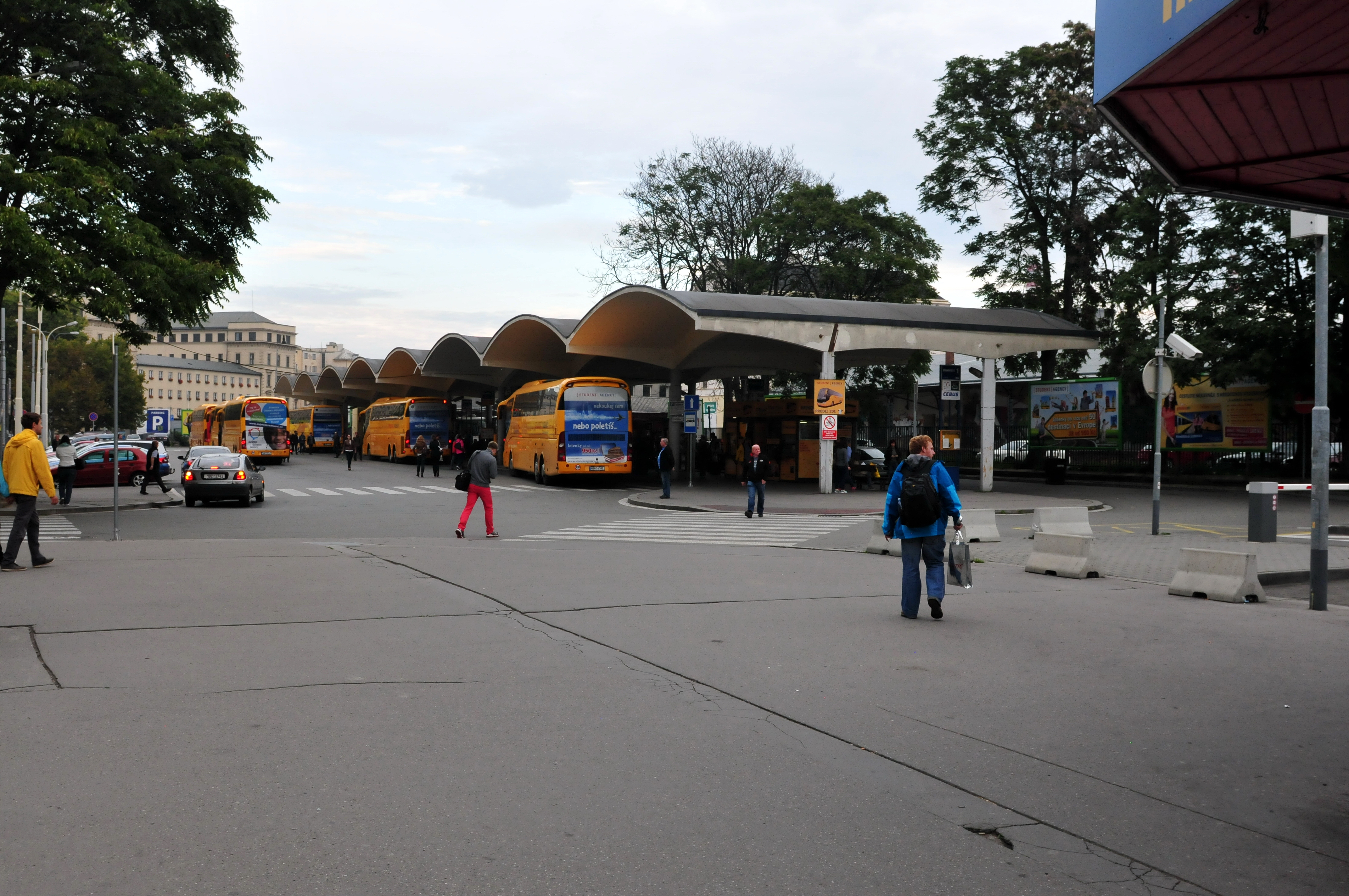
Pohled na zaplněné nádraží
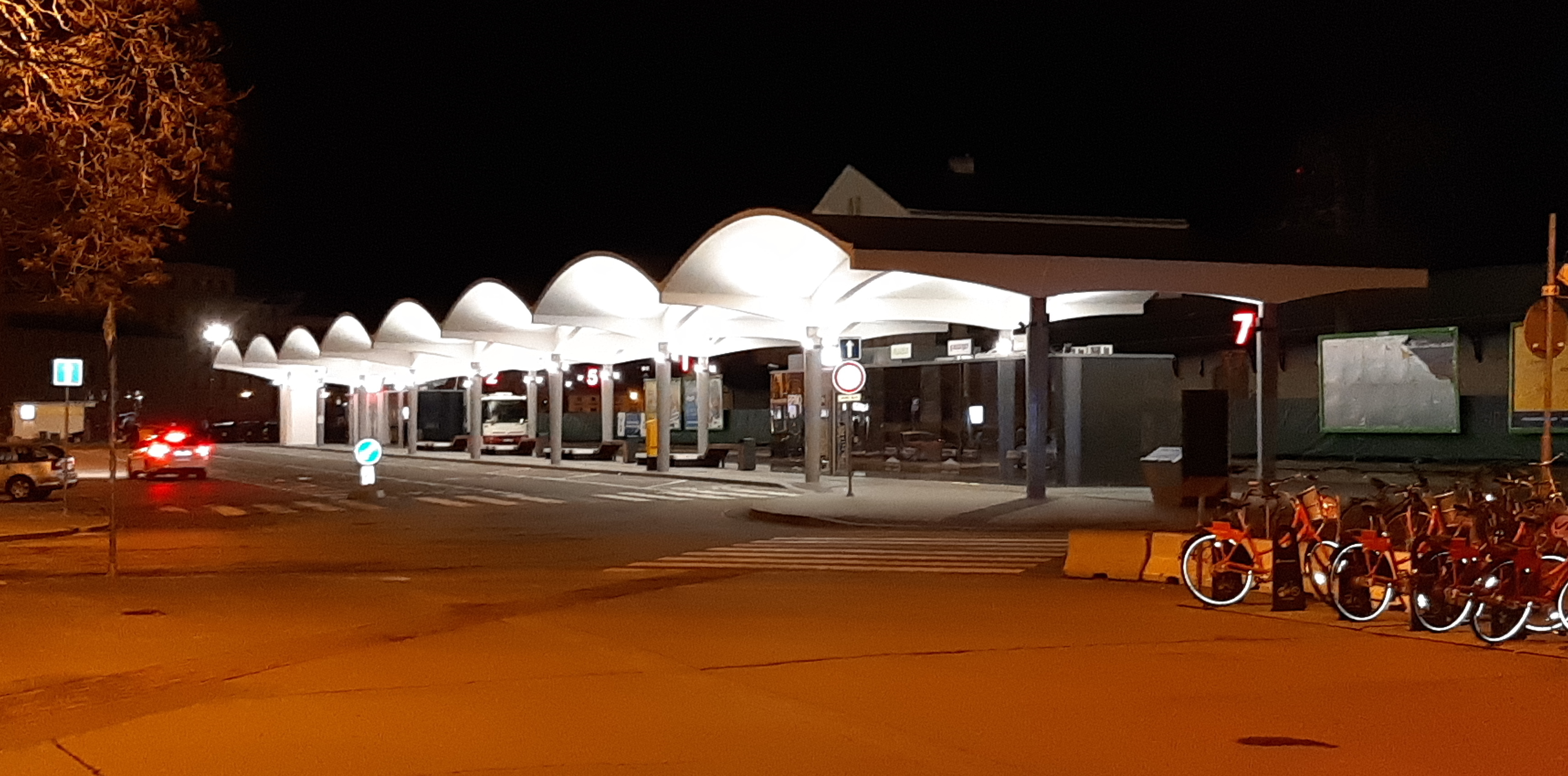
Nádraží v noci
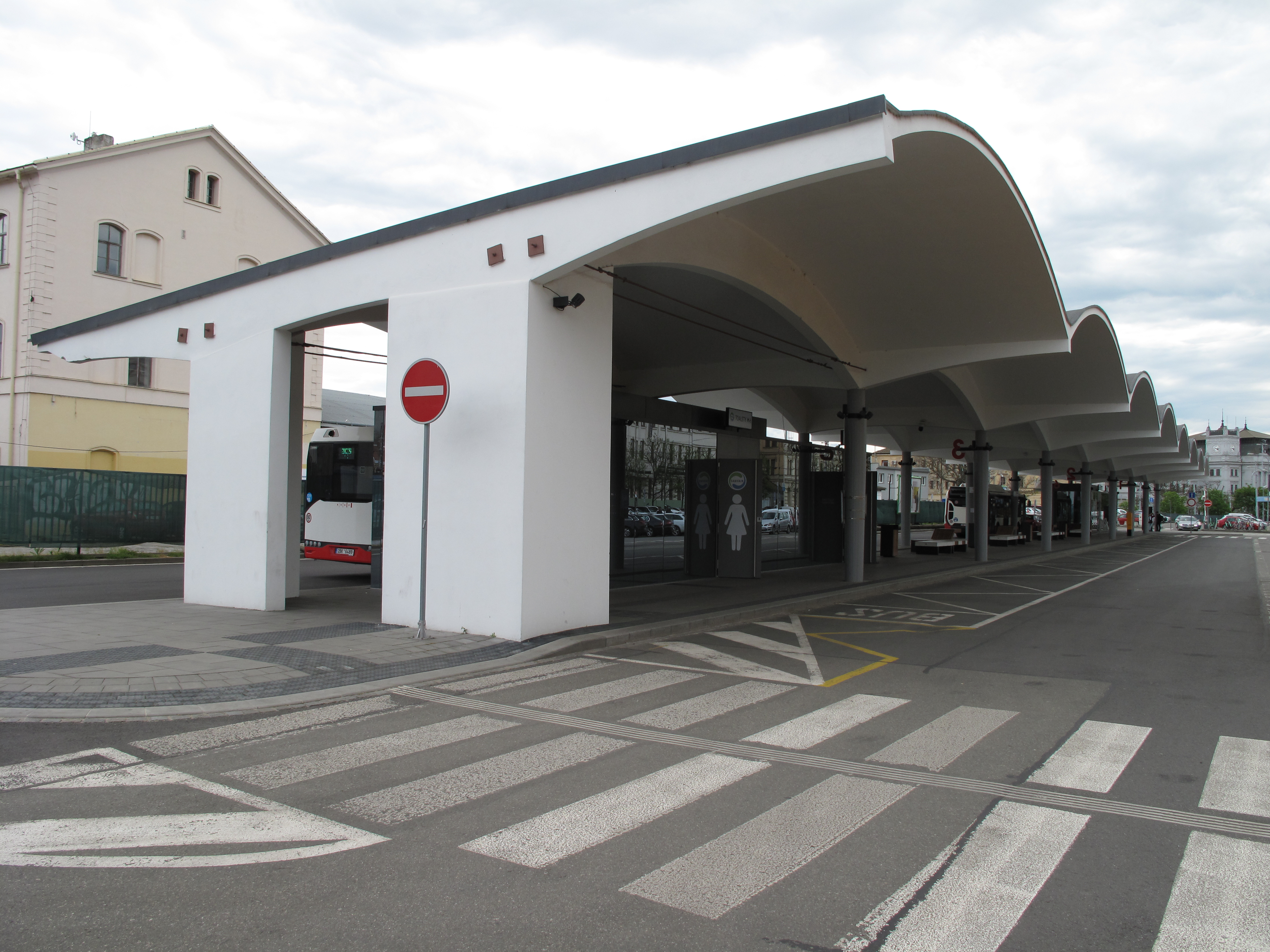
Pohled z druhé strany
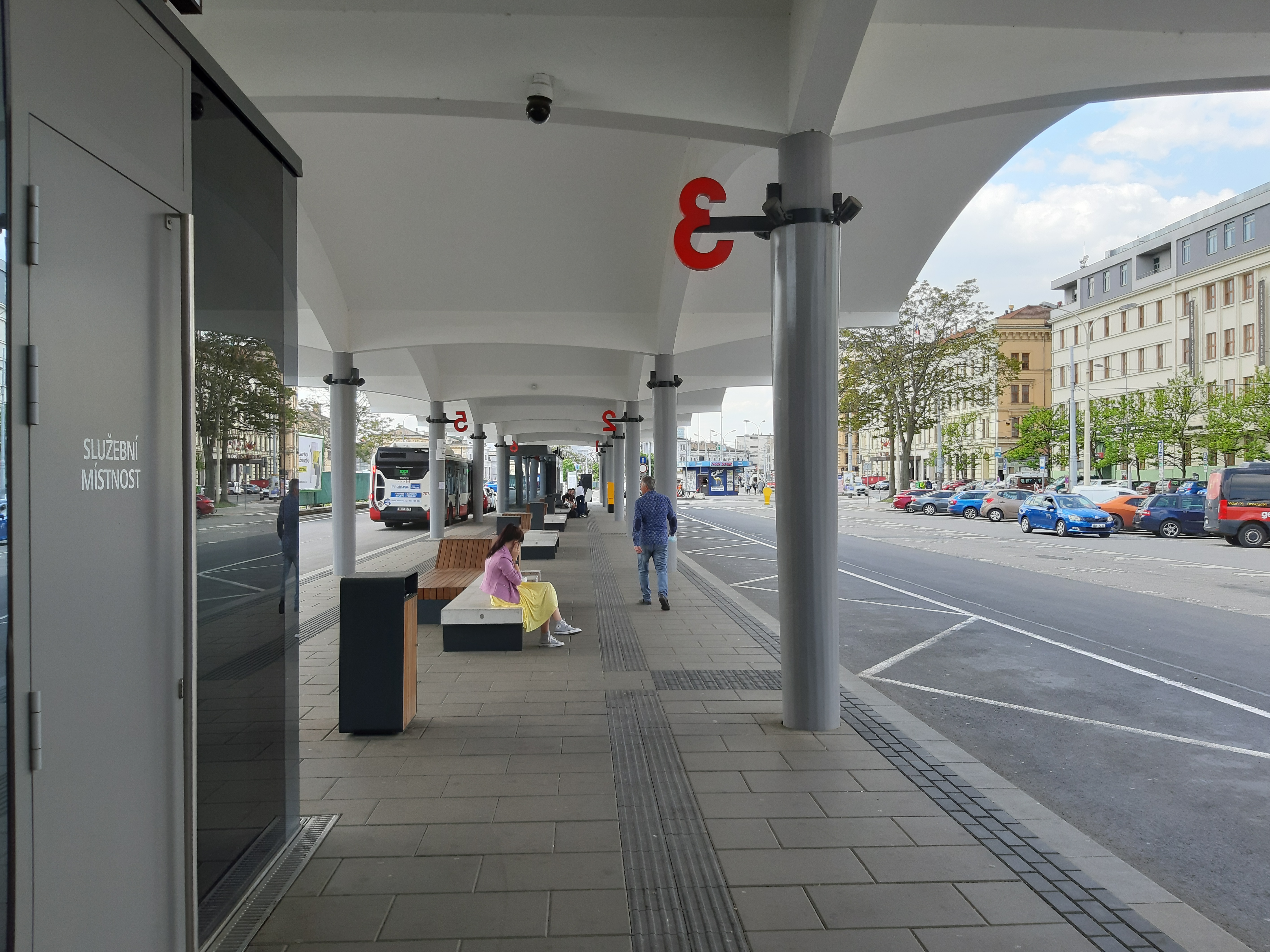
Pohled pod skořepinovou střechu
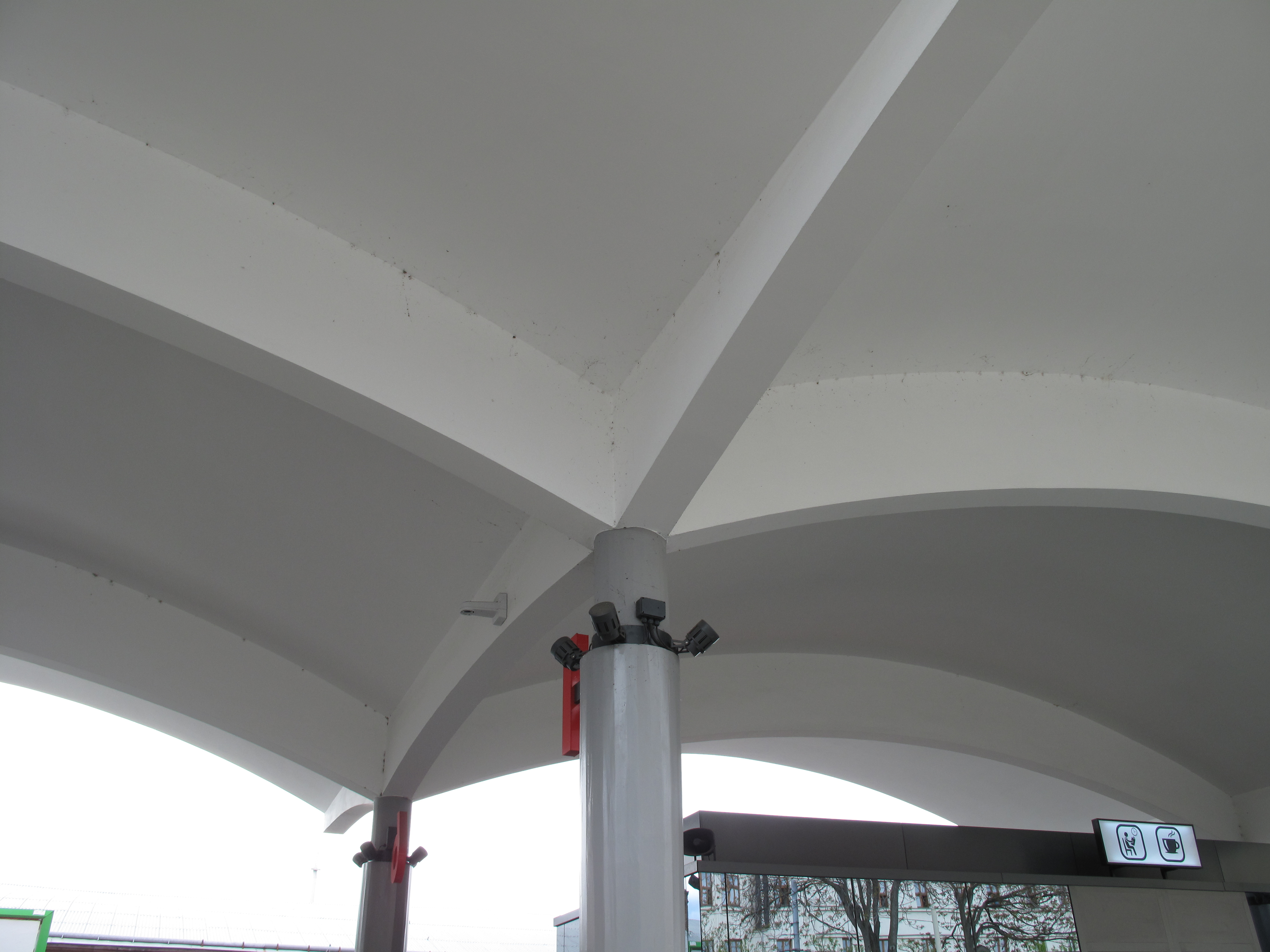
Vršek sloupu nesoucí střechu
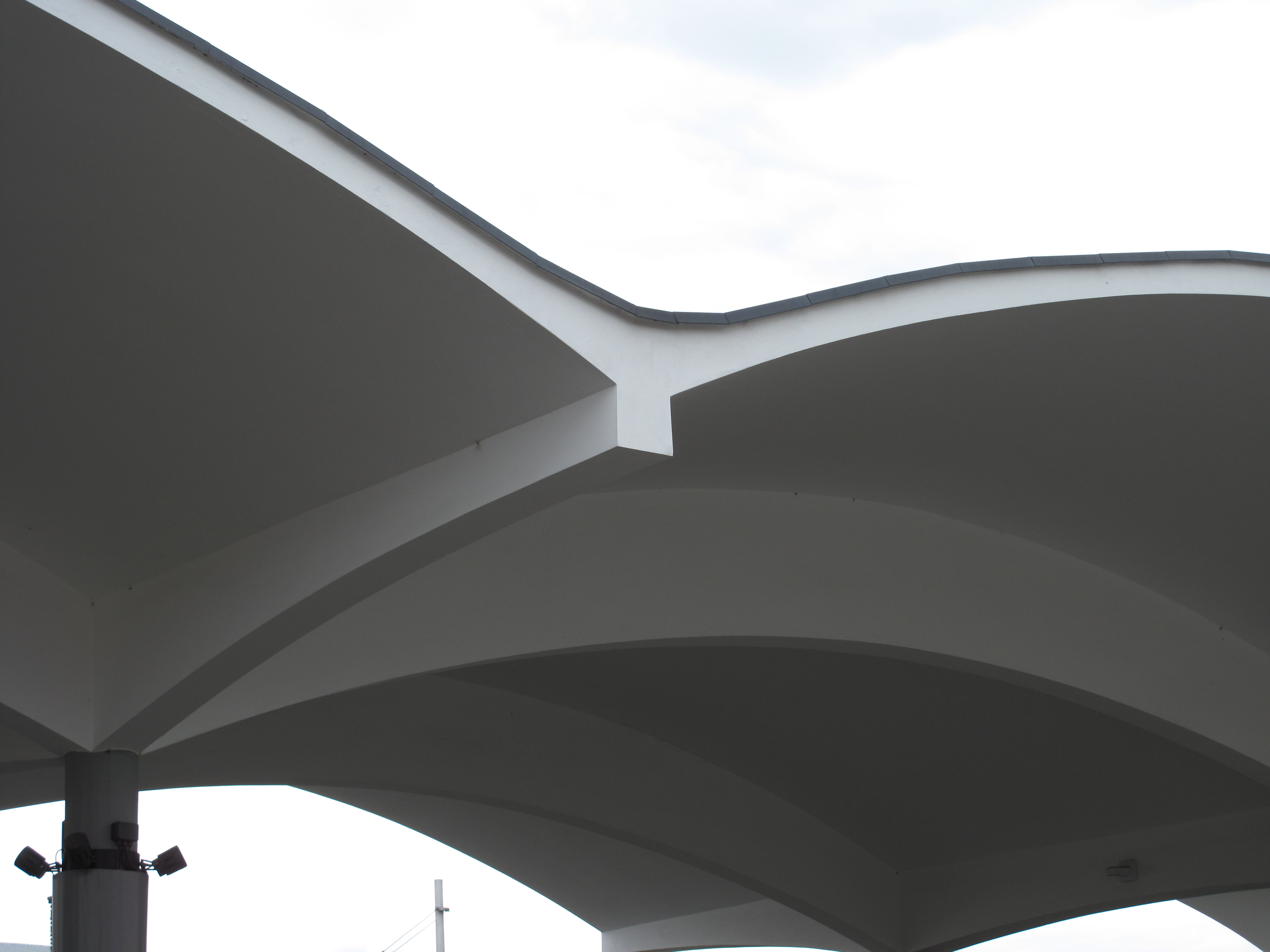
Vlna střechy